# Ronalds Ķēniņš
Ronalds Ķēniņš (* 28. Februar 1991 in Riga) ist ein lettischer Eishockeyspieler, der zuletzt bis Januar 2025 beim SC Bern aus der Schweizer National League auf Probe unter Vertrag gestanden und auf Leihbasis für Hämeenlinnan Pallokerho aus der finnischen Liiga auf der Position des linken Flügelstürmers gespielt hat. Zuvor war Ķēniņš bereits für die ZSC Lions und Lausanne HC in der höchsten Schweizer Spielklasse aktiv und gewann mit dem ZSC dreimal die Schweizer Meisterschaft. Darüber hinaus verbrachte er zwei Spielzeiten in der Organisation der Vancouver Canucks in der National Hockey League (NHL).

## Karriere

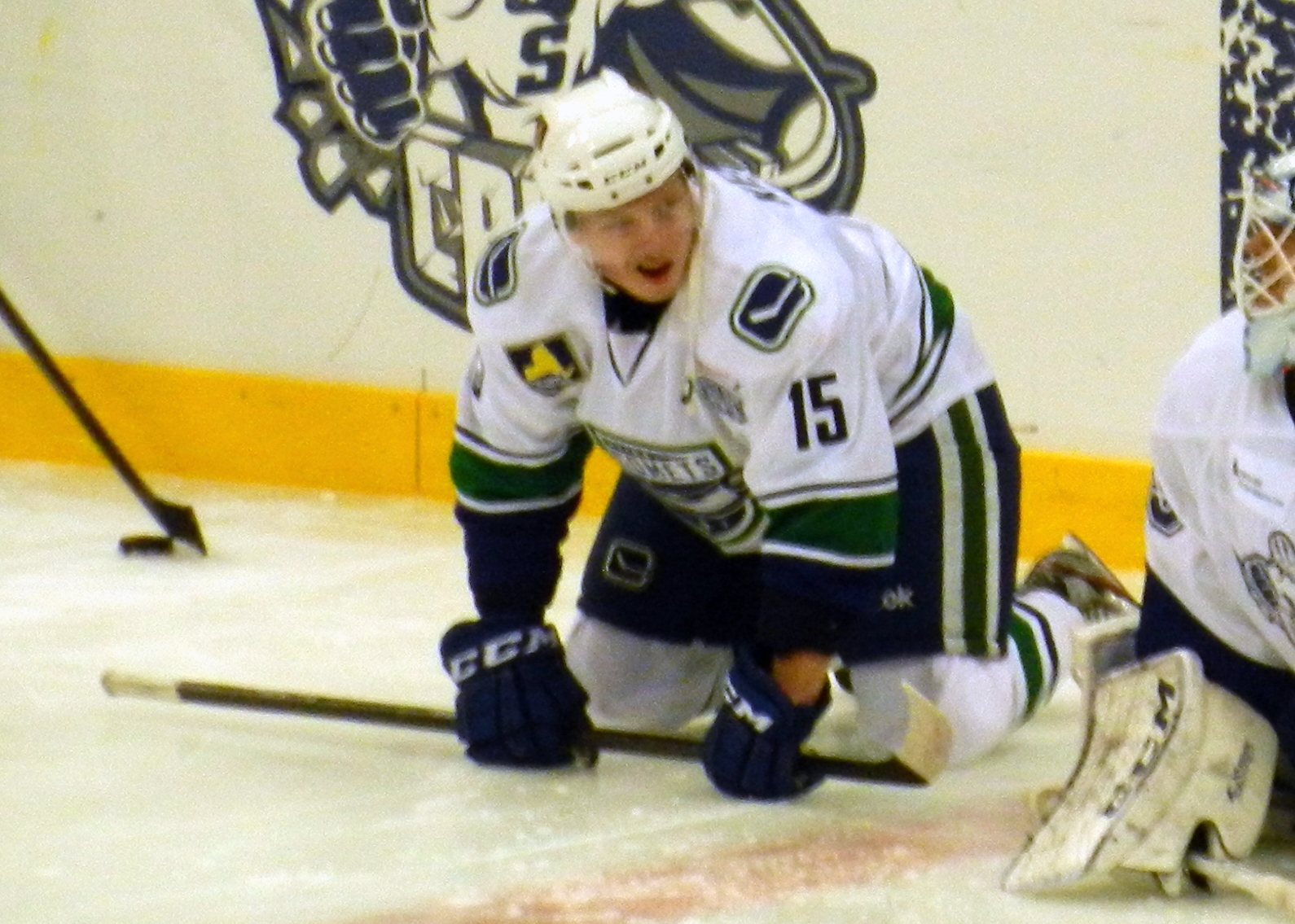
Ķēniņš im Trikot der Utica Comets (2014)

Ronalds Ķēniņš begann seine Karriere als Eishockeyspieler in der Nachwuchsabteilung des HK Liepājas Metalurgs, in der er bis 2007 aktiv war. Anschließend verbrachte er ein Jahr bei den U17-Junioren des PIKES EHC Oberthurgau aus der Schweiz. Von 2008 bis 2011 spielte der Flügelspieler für die GCK Lions in der National League B (NLB), während er parallel für die U20-Junioren des Vereins in der höchsten Schweizer U20-Junioren-Spielklasse antrat. In den Jahren 2010 und 2011 gewann er mit den Junioren die Schweizer Meisterschaft in dieser Altersklasse, wobei er bei der Titelverteidigung als Topscorer der Playoffs maßgeblichen Anteil daran hatte. In der Saison 2011/12 gab Ķēniņš sein Debüt für die ZSC Lions in der National League A (NLA). Mit seiner Mannschaft gewann er auf Anhieb den Schweizer Meistertitel.
Im Juli 2013 unterschrieb Ķēniņš einen Zweijahresvertrag bei den Vancouver Canucks aus der National Hockey League (NHL) für die Spielzeiten 2013/14 und 2014/15. Die Canucks liehen ihn im ersten Vertragsjahr an die ZSC Lions aus, mit denen er 2014 erneut Schweizer Meister wurde. Mit Beginn der Saison 2014/15 war er für die Utica Comets, das Farmteam der Canucks, in der American Hockey League (AHL) aktiv. Im Januar 2015 wurde er erstmals in den NHL-Kader berufen und gab am 30. Januar 2015 sein Debüt für die Canucks in der NHL.
Nach Erfüllung des Vertrags kehrte der Lette nach Europa zurück, wo die ZSC Lions Mitte August 2016 seine Rückkehr vermeldeten. Er unterzeichnete einen Zweijahresvertrag. Im Frühajr 2018 gewann er mit den ZSC Lions erneut die Schweizer Meisterschaft und gehörte vor allem in den Playoffs der Meistersaison zu den Leistungsträgern. Schon im Herbst 2017 hatte er einen Vertrag über drei Jahre Laufzeit beim Ligakonkurrenten Lausanne HC unterschrieben, der ab der Saison 2018/19 galt und in denen er 1,8 Millionen Schweizer Franken verdienen sollte. Anschließend wurde der Vertrag um weitere fünf Jahre verlängert.
Nachdem der Lette mit Beginn der Saison 2024/25 auf Leihbasis beim HC Sierre in der Swiss League gespielt hatte, wurde sein Vertrag mit Lausanne im November 2024 vorzeitig aufgelöst. Der Stürmer erhielt daraufhin einen Probevertrag beim Ligarivalen SC Bern, der Mitte Januar 2025 ohne Weiterverpflichtung endete. Während des Engagements war Ķēniņš für den SCB selbst nicht zum Einsatz gekommen, sondern hatte ab Dezember auf Leihbasis einige Spiele für Hämeenlinnan Pallokerho aus der finnischen Liiga bestritten.

### International
Für Lettland nahm Ķēniņš im Juniorenbereich an den U18-Junioren-Weltmeisterschaften der Division I in den Jahren 2008 und 2009 sowie der U20-Junioren-Weltmeisterschaften der Jahre 2010 und 2011 in der Division I teil.
Im Seniorenbereich stand er im Aufgebot seines Landes bei den Weltmeisterschaften 2011, 2012, 2013, 2014, 2016, 2017, 2018, 2019, 2021, 2022 und 2023. Dabei feierte er im Jahr 2023 mit dem Gewinn der Bronzemedaille den größten Erfolg in der lettischen Eishockey-Geschichte. Des Weiteren spielte Ķēniņš bei den Olympischen Winterspielen 2014 in Sotschi und Olympischen Winterspielen 2022 in Peking. Zuvor hatte er neben den erfolgreichen Qualifikationen für beide Wettbewerbe auch an der Qualifikation für die Olympischen Winterspiele 2018 in Pyeongchang teilgenommen.

## Erfolge und Auszeichnungen
| - 2010 Schweizer U20-Juniorenmeister mit den GCK Lions - 2011 Schweizer U20-Juniorenmeister mit den GCK Lions - 2011 Topscorer der Elite-Junioren-Playoffs - 2011 Bester Vorlagengeber der Elite-Junioren-Playoffs | - 2012 Schweizer Meister mit den ZSC Lions - 2014 Schweizer Meister mit den ZSC Lions - 2018 Schweizer Meister mit den ZSC Lions - 2024 Schweizer Vizemeister mit dem Lausanne HC |

### International
- 2009 Aufstieg in die Top-Division bei der U18-Junioren-Weltmeisterschaft der Division I
- 2011 Aufstieg in die Top-Division bei der U20-Junioren-Weltmeisterschaft der Division I
- 2023 Bronzemedaille bei der Weltmeisterschaft

## Karrierestatistik
Stand: Ende der Saison 2024/25

### International
Vertrat Lettland bei:
| - U18-Junioren-Weltmeisterschaft der Division I 2008 - U18-Junioren-Weltmeisterschaft der Division I 2009 - U20-Junioren-Weltmeisterschaft 2010 - U20-Junioren-Weltmeisterschaft der Division I 2011 - Weltmeisterschaft 2011 - Weltmeisterschaft 2012 - Qualifikationsturnier für die Olympischen Winterspiele 2014 - Weltmeisterschaft 2013 - Olympischen Winterspielen 2014 - Weltmeisterschaft 2014 | - Weltmeisterschaft 2016 - Qualifikationsturnier für die Olympischen Winterspiele 2018 - Weltmeisterschaft 2017 - Weltmeisterschaft 2018 - Weltmeisterschaft 2019 - Weltmeisterschaft 2021 - Qualifikationsturnier für die Olympischen Winterspiele 2022 - Olympischen Winterspielen 2022 - Weltmeisterschaft 2022 - Weltmeisterschaft 2023 |